# Carlos Miguel Aysa González
Carlos Miguel Aysa González (Palizada, 21 agosto 1950) è un politico, diplomatico e avvocato messicano, ambasciatore del Messico nella Repubblica Dominicana dal 2022 e governatore sostituto del Campeche dal 2019 al 2021.

## Biografia
Nato a Palizada, località nel Campeche, il 21 agosto 1950, si laurea in giurisprudenza nel 1977 presso l'Università La Salle, istituto situato a Città del Messico.

### Carriera politica
Entra in politica nello stesso anno all'interno del Partito Rivoluzionario Istituzionale. Nel 1994 viene eletto deputato locale, dove rimane fino al 1997.
Dall'aprile 2000 al giugno 2001 diventa procuratore generale di giustizia del Campeche. Successivamente, dal 2004 al 2009, viene nominato dal governatore statale Jorge Carlos Hurtado Valdez segretario della sicurezza pubblica.
Otto anni dopo entra nuovamente tra i segretariati del governo statale, ricoprendo il ruolo di segretario generale sotto la guida di Alejandro Moreno Cárdenas.
A seguito delle dimissioni di quest'ultimo nel giugno 2019, viene nominato Carlos Miguel Aysa González governatore del Campeche con trentadue voti a favore su trentacinque deputati presenti. Ricopre questo incarico fino al settembre 2021.
Il 26 aprile 2022 viene nominato ambasciatore presso la Repubblica Dominicana, uscendo quindi dal PRI e divenendo indipendente.

## Vita privata
Ha un figlio nato nel 1996, eletto deputato nel 2021.